# Harriett Woods
Harriett Woods (* 2. Juni 1927 in Cleveland, Ohio; † 8. Februar 2007 in University City, Missouri) war eine US-amerikanische Politikerin. Zwischen 1985 und 1989 war sie Vizegouverneurin des Bundesstaates Missouri.

## Werdegang
Ruth Harriett Friedman, so ihr Geburtsname, studierte an der University of Michigan Philosophie. Später arbeitete sie als Journalistin und in der TV-Branche. Politisch schloss sie sich der Demokratischen Partei an. Zwischen 1962 und 1970 saß sie im Stadtrat von University City; von 1976 bis 1984 gehörte sie dem Senat von Missouri an. In den Jahren 1982 und 1986 kandidierte sie erfolglos für den US-Senat.
1984 wurde Woods zur Vizegouverneurin von Missouri gewählt. Dieses Amt bekleidete sie zwischen dem 14. Januar 1985 und dem 9. Januar 1989. Dabei war sie Stellvertreterin des republikanischen Gouverneurs John Ashcroft und Vorsitzende des Staatssenats. Sie ist bis heute die einzige Frau, die zur Vizegouverneurin ihres Staates gewählt wurde. Auch nach ihrer Zeit als Vizegouverneurin blieb Harriett Woods politisch aktiv. Zwischen 1991 und 1995 war sie Vorsitzende des National Women’s Political Caucus. Im Januar 2001 schloss sie sich der erfolglosen demokratischen Opposition zur Ernennung von John Ashcroft zum United States Attorney General an. Sie starb am 8. Februar 2007 in University City.